# Ochropleura plumbea
Ochropleura plumbea är en fjärilsart som beskrevs av Alphéraky 1887. Ochropleura plumbea ingår i släktet Ochropleura och familjen nattflyn. Inga underarter finns listade i Catalogue of Life.